# 1992년 동계 올림픽 오스트리아 선수단
1992년 동계 올림픽 오스트리아 선수단은 프랑스 알베르빌에서 개최된 1992년 동계 올림픽에 참가한 올림픽 오스트리아 선수단이다.

## 참고 자료
- (영어) “Austria at the 1992 Albertville Winter Games”. SR/Olympic Sports. 2009년 6월 30일에 원본 문서에서 보존된 문서. 2011년 10월 15일에 확인함.